# كارثة القطار في أوفا
كارثة القطار في أوفا (بالروسية: Железнодорожная катастрофа под Уфой) هو انفجار كبير وقع في الرابع من يونيو 1989 في جمهورية باشكير في الاتحاد السوفيتي سابقا، وكان سبب الحادث تسرباً للغاز من خط أنابيب الغاز القريب من خط سكة القطار، وأدى انفجار الغاز المتسرب إلى تكون غمامة من النار التهمت القطارين اللذين كانا مارين في تلك اللحظة، إذ قد يكون الشرار المتأتي من عجلاتهما هو السبب في اضرام النار بالغاز مما تسبب في الانفجار الهائل الذي أدى إلى مصرع 575 شخصا وجرح أكثر من ثمان مائة شخص، وكانت شدة الانفجار، تعادل 10 آلاف طن من مادة تي إن تي، والتهمت النيران كلا القطارين مع ركابهما من العوائل والأطفال الذاهبين إلى أحد منتجعات البحر الأسود والقادمين منها في نزهة خلال العطلة.
يعد هذا الانفجار الأول في الاتحاد السوفييتي وروسيا من حيث عدد القتلى في السلم.